# Chrestyszcze (obwód doniecki)
Chrestyszcze (ukr. Хрестище) – wieś na Ukrainie, w obwodzie donieckim, w rejonie kramatorskim, w hromadzie Swiatohirśk. W 2001 liczyła 1102 mieszkańców, spośród których 836 wskazało jako ojczysty język ukraiński, 120 rosyjski, 1 mołdawski, 1 białoruski, a 144 inny.